# Tintina Trench
Tintina Trench är en dal i Kanada.   Den ligger i territoriet Yukon, i den västra delen av landet, 4 200 km väster om huvudstaden Ottawa.
Trakten runt Tintina Trench är nära nog obefolkad, med mindre än två invånare per kvadratkilometer.